# Nationalparken Risnjak
Nationalparken Risnjak (kroatiska: Nacionalni park Risnjak ) är en nationalpark i norra Kroatien. Den ligger i regionen Gorski kotar, 15 kilometer nordväst om Rijeka och Adriatiska havet. Floden Kupa har sin källa i nationalparken och i parkens närhet ligger skidorten Platak. Besökscentret och huvudentrén ligger i byn Crni Lug vilken söderifrån nås via avfarten i Delnice.

## Övrigt
I nationalparken finns ett av Kroatiens största bestånd av viltlevande lodjur. Namnet Risnjak härleds ur ordet ris som betyder 'lodjur'.